# Ziegelheim
Ziegelheim  est une commune allemande de l'est du Land de Thuringe située dans l'arrondissement du Pays-d'Altenbourg. Ziegelheim fait partie de la Communauté d'administration de la Wiera. Jusqu'en 1952 la commune a fait partie du Land de Saxe.

## Géographie

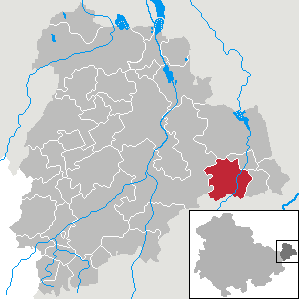
Situation de la commune dans l'arrondissement d'Altenbourg

Ziegelheim est située au sud de la forêt de la Leina et d'Altenbourg.
Communes limitrophes (en commençant par le nord et dans le sens des aiguilles d'une montre) : Frohnsdorf, Göpfersdorf, la ville Waldenburg (arrondissement de Zwickau), Oberwiera (arrondissement de Zwickau), Nobitz et Langenleuba-Niederhain.

## Quartiers
- Ziegelheim
- Uhlmannsdorf
- Engertsdorf
- Gähsnitz
- Niederarnsdorf

## Histoire
La première mention écrite de Ziegelheim date de 1257.